# Graminella oquaka
Graminella oquaka är en insektsart som beskrevs av Delong 1937. Graminella oquaka ingår i släktet Graminella och familjen dvärgstritar. Inga underarter finns listade i Catalogue of Life.